# Klassiek Chinees
Klassiek Chinees of Wenyanwen (文言文 , wényánwén), is een oude schrijfvorm van het Chinees. Het geldt als de voorloper van het moderne Chinees en werd geschreven en gesproken in de periode van de Strijdende Koninkrijken (500-300 voor Christus). Tot in de 20e eeuw was het de gebruikelijke literaire en ambtelijke taal van China.
Uit het Klassiek Chinees zijn alle moderne Chinese talen voortgekomen. Het is het laatste, best overgeleverde stadium van het Oudchinees. Hoewel de taal al tijdens de Qin-dynastie niet meer als gesproken taal werd gebruikt, bleef ze tot in de moderne tijd de belangrijkste literaire taal van China. Het volkslied van Taiwan is zo bijvoorbeeld nog altijd in het (ambtelijke) Klassiek Chinees geschreven en in de Volksrepubliek zijn er nog veel vaste zegswijzen die uit het Klassiek Chinees stammen.
De positie van het Klassiek Chinees laat zich met die van het Latijn in de westerse culturen vergelijken. Net als het Latijn heeft ook het Klassiek Chinees niet-verwante talen beïnvloed, zoals het Koreaans en het Japans. Het belang van het Klassiek Chinees in Oost-Azië is niet te onderschatten. Beroemde boeken in het Wenyanwen zijn onder andere: Sanzijing, Mozi, Sunzi bingfa, Qianziwen, Shijing, Shiji, Lunyu, Daodejing en Yijing.

## Kenmerken
- zelfstandig naamwoord kan een werkwoord zijn
- zelfstandig naamwoord kan een bijwoord zijn
- andere woorden dan Baihuawen (modern Chinees)
- andere zinsbouw dan Baihuawen

## Overlevering
Anders dan eerdere stadia van het Oudchinees is het Klassiek Chinees goed overgeleverd. Er zijn talloze teksten beschikbaar: behalve een groot aantal inscripties (vanaf de Oostelijke Zhou-dynastie, 770-721 v. Chr.) is er een vooral een aanzienlijk bestand literaire teksten, met een grote culturele en taalkundige waarde.
Van de meeste cultuur-historische waarde zijn de Vier Boeken van het Confucianisme; ook andere filosofische en nog steeds waardevolle werken zijn in het Klassiek Chinees geschreven.
Verder zijn er historische teksten overgeleverd (o.a. het Commentaar van Mijnheer Zuo op de Lente- en Herfstannalen) en de werken van generaal Sunzi. Dit zijn allemaal werken met een verstrekkende invloed op de Chinese literatuur en cultuur van latere eeuwen. Verder was de geschreven standaardtaal van China nog tot aan de revoluties begin 20e eeuw een benadering van het Klassiek Chinees.

## Taalgeschiedenis
Het Klassiek Chinees zoals het werd geschreven is gebaseerd op de spreektaal ten tijde van de late Zhou-dynastie. Het is de laatste fase van het Oudchinees. Ten tijde van de Qin-dynastie ontwikkelden de gesproken talen zich steeds verder van elkaar en van het Klassiek Chinees af. Het Klassiek Chinees bleef wel schrijftaal – het had als de taal van grote geesten als Confucius een hoog aanzien. De functie die het Klassiek Chinees vervulde is vergelijkbaar met die van een moderne Standaardtaal.
Tot begin 20e eeuw was het Klassiek Chinees de ambtelijke en literaire taal van het Chinese rijk. De spreektalen hadden nauwelijks tot geen invloed op de geschreven, toonaangevende taal. Dat betekent niet dat het Klassiek Chinees helemaal geen ontwikkeling heeft gekend: jongere teksten in het Klassiek Chinees vertonen zeker wel bepaalde vormen en zegswijzen die in de oorspronkelijke taal niet zouden zijn gebruikt. Maar van verdere toenadering tussen Klassiek en gesproken Chinees was tot begin 20e eeuw eigenlijk geen sprake.
In de 20e eeuw veranderde dit. Het moderne Mandarijn zoals dat in Peking en omgeving werd gesproken, groeide uit tot de standaardtaal (Putonghua, gewone taal) van het moderne China (en van Taiwan). Daarmee boette het Klassiek Chinees radicaal aan belang in. Tegenwoordig wordt de taal niet meer gebruikt, behalve dan in staande uitdrukkingen en in bepaalde ceremonies.
In de volksmond zijn er nog veel gevleugelde woorden uit het Klassiek Chinees in gebruik, de zogenaamde 成语 (trad. 成語), chéngyǔ. Deze gaan meestal gepaard met een legende of anekdote. Ze bestaan steeds uit vier karakters en komen als een soort bepaling in een verder moderne zin voor. Bijvoorbeeld: 祝你们 白头偕老 (uitgesproken Mndr. zhu4 ni3men bai2tou2 xie2lao3), waarbij alleen de laatste vier karakters hier als Klassiek Chinees zijn op te vatten. De zin betekent: "wij wensen jullie het samen witte hoofden krijgen en oud worden in de glorieuze band van het huwelijk toe". 白头偕老, "samen witte hoofden krijgen en oud worden", is een staande uitdrukking uit het Klassiek Chinees.
Let wel, de Klassiek Chinese zinnen worden niet meer uitgesproken zoals ze dat in de klassieke periode werden. De karakters geven nauwelijks informatie over de uitspraak. Ook begin 20e eeuw, toen het Klassiek Chinees de ambtelijke taal was, werden alle woorden op de moderne wijze uitgesproken. De oorspronkelijke uitspraak is gewoonweg niet bekend (zie onder).
Hoewel er op scholen in China wel aandacht aan het Klassiek Chinees wordt besteed, beperkt deze zich meestal tot het lezen van karakters en het uit het hoofd leren van teksten. De meeste Chinezen beheersen veel te weinig Klassiek Chinees om het te kunnen lezen, laat staan dat ze het zelf kunnen schrijven of spreken.

## Verbreiding
Het Klassiek Chinees was in een groot gebied toonaangevend. Het werd in een aantal varianten geschreven en in velerlei situaties gebruikt.

### Dialecten
Ook in de oudheid was het Chinese taalgebied versnipperd in verschillende dialectgebieden. Deze dialecten hadden ook hun weerslag op de klassieke teksten. De taalkundige Pulleyblank onderscheidt de volgende dialecten:
- een conservatief dialect dat het preklassieke Chinees benadert.
- een in Lu gesproken dialect. O.a. de Gesprekken van Confucius zijn in dit dialect geschreven.
- het dialect van Chu
- een latere vorm, min of meer gestandaardiseerd Klassiek Chinees.

Als in de loop van de Qin-dynastie de verschillen tussen geschreven en gesproken taal groter worden, wordt de geschreven taal steeds meer gestandaardiseerd. Er komt één norm. Het Klassiek Chinees staat dan duidelijk onderscheidend tegenover de spreektalen van het oude China, die onderling juist steeds meer gaan verschillen.

### Buiten China
China had gedurende lange tijd grote invloed op de omliggende landen en op de talen van die landen. De traditie van het Klassiek Chinees bereikte ook Korea, Vietnam en Japan, waar het Klassiek Chinees verstrekkende invloed had op de lokale talen en de daarbij horende schriftcultuur. De talen ontleenden vele woorden en de daarbij horende karakters aan het Klassiek Chinees.
Een moeilijkheid is dat de karakters, die niet noodzakelijk iets over de uitspraak zeggen, in de omliggende talen voor heel andere klanken kunnen worden gebruikt. De ontleende karakters 文言, wényán, worden door Koreanen zo als mun ŏn (Koreaans 문언) gelezen, en in het Vietnamees als văn ngôn.
Bijzonder complex is de situatie in Japan, waar de Chinese uitspraak van de karakters vaak wel mede ontleend is, maar in verschillende tijden en met verschillende dialecten als bron (bijv. Sjanghainees). Hierdoor kunnen Klassiek Chinese karakters in het Japans, de zogenaamde Kanji, een Klassiek Chinese uitspraak hebben, maar ook een dialectisch Chinese of contemporain Chinese. Daarnaast kunnen de Kanji ook op specifiek Japanse uitspraken slaan.

## Schrift
Het Chinese schrift is altijd uitzonderlijk conservatief geweest. Het schrift van de klassieke periode onderscheidt zich niet wezenlijk van de voorgaande schriften: het is een karakterschrift waarin een karakter in principe een begrip beschrijft, en gebruikt wordt voor 1 lettergreep.
Toch is er in schrijfcultuur een belangrijk verschil met de voorgaande perioden. Werden vóór de Qin-dynastie karakters van streek tot streek verschillend geschreven (het karakter 剑, zwaard, had wel 19 verschijningsvormen), tijdens de Qin werd er aan een uniformisering gewerkt. Er was een intensieve uitwisseling van teksten doorheen heel China, zodat het belangrijk was gebruik te maken van algemeen begrijpelijke karakters.
Zijn definitieve vorm kreeg het Chinese schrift echter pas tijdens de Han-dynastie, dus na de klassieke periode. Deze karakters zijn tegenwoordig nog in gebruik te Hongkong en Taiwan. Op het vasteland van China worden de vereenvoudigde karakters gebruikt om het Mandarijn te spellen. Klassieke teksten worden zonder uitzondering in onvereenvoudigde karakters gedrukt. Op deze wiki zullen dan ook steeds de traditionele karakters gebruikt worden.

## Grammatica
De hier volgende opsomming van grammaticale structuren in het Klassiek Chinees betreft het Chinees zoals dat in de tijd van de Strijdende Koninkrijken werd gesproken. In latere teksten kunnen andere structuren voorkomen. Op dergelijke bijzonderheden wordt hier niet uitgebreid ingegaan.

### Klankleer
Het Chinese schrift geeft weinig informatie over de uitspraak van woorden. Karakters kunnen in vorm wel uitdrukken dat ze ongeveer worden uitgesproken als een ander karakter (d.m.v zogenaamde klankradicalen), toch geven ze zelden een accuraat beeld van de uitspraak.
Het is dan ook moeilijk om de fonologie van het Klassiek Chinees te duiden. Wetenschappers proberen op basis van afleidingen en klankpatronen in het huidige Chinees de uitspraak van het Klassiek Chinees te herleiden, maar ook met behulp van rijm in oude teksten. Verder geven leenwoorden in andere talen, met name het Japans, informatie.
Op basis van dit bronnenonderzoek is een beeld verkregen van de Oudchinese fonologie. Het Klassiek Chinees is als eindstadium van het Oudchinees nog wel typisch, maar legt tevens ook de fundamenten voor de grote veranderingen van het Middelchinees. Het onderzoek naar Oudchinees heeft een lange geschiedenis. In het speciaal Bernhard Karlgren leverde belangrijke bijdragen aan dit onderzoek. De instelling was op basis van door Chinese geleerden verzamelde gegevens een reconstructie te doen, gebruik makende van Europese linguistieke methodes. Men denke hierbij aan het formuleren van klankwetten die zonder uitzondering zouden moeten werken in het Chinees. Ondertussen zijn er op deze manier talloze reconstructies voorgesteld, die echter geen van alle brede aanhang gevonden hebben.
Ondanks de wetenschappelijkheid van de voorgestelde reconstructies blijft het moeilijk iets met zekerheid te zeggen over de precieze klankinventaris van het Oudchinees. Wel is er meer duidelijk over de klankopbouw van de lettergrepen. Het Oudchinees had klankmogelijkheden die het moderne Chinees niet meer heeft. Typisch voor modern Chinees zijn de beperkingen die bestaan op het gebruik van medeklinkers. Die kunnen niet in clusters voorkomen ("st-" is zo onmogelijk) en veel medeklinkers die wel aan het begin van een lettergreep opduiken, kunnen onmogelijk aan het einde van een lettergreep voorkomen. De enige medeklinkers die in het Standaardmandarijn een lettergreep kunnen afsluiten zijn zo -ng en -n (-r is eerder als een klinker te beschouwen). In het Oudchinees golden dergelijke beperkingen nog veel minder.
De lettergrepen van het Klassiek Chinees zullen ongeveer dezelfde opbouw gekend hebben als die van andere stadia van het Oudchinees. De volgende zaken zijn typisch:
- Hoogstwaarschijnlijk waren in Aus- en Inlaut (d.w.z einde van de lettergreep en het begin) dezelfde klankcombinaties mogelijk. De beperkingen die het moderne Chinees op dit punt heeft zijn pas in het Middelchinees ontstaan.
- De klankcombinaties van het Oudchinees waren talrijker dan die in het Middelchinees. Medeklinkeropeenhopingen van het type CC (= Consonant + Consonant) waren nog mogelijk, maar zijn dat thans niet meer. De vereenvoudiging van het klanksysteem in het Middelchinees verminderde het aantal mogelijke lettergrepen in het Chinees drastisch. Het Oudchinees had veel meer mogelijke combinaties dan de moderne Chinese talen.
- Het Oudchinees was waarschijnlijk geen toontaal. Het gebruik van toon is tegenwoordig voor alle Chinese talen heel typisch, maar het is vermoedelijk pas in het Middelchinees ontstaan. Omdat in het Middelchinees het aantal klankmogelijkheden drastisch verminderde, en veel lettergrepen noodgedwongen op elkaar gingen lijken, was het gebruik van toon de enige manier om homonymie tegen te gaan. Anderzijds is het niet onwaarschijnlijk dat het Middelchinese toonsysteem toch zijn basis heeft liggen in het Oudchinees, en dat het alleen in latere tijden een grotere rol is gaan spelen. Vergelijk hiervoor de uitspraak van het Nederlandse woord "schoon" met de uitspraak van de eerste lettergreep van "schoonheid": we horen hier een subtiel toonverschil, ingegeven door het suffix "-heid"; stel nu dat dit suffix weg zou vallen, dan zou door het duidelijker articuleren van dit subtiele toonverschil toch twee aparte woorden kunnen worden gehandhaafd, zoals in het Middelchinees is gebeurd.

Onze kennis van de Oudchinese uitspraak is te beperkt om een accuraat klankinventaris te formuleren. Toch wordt er wel getracht enige consensus te bereiken over de uitspraak van bepaalde vormen. Tegenwoordig zijn de Oudchinese karakters echter bekend onder hun moderne uitspraak, die feitelijk een anachronisme is, maar toch, bij gebrek aan accurater materiaal, gebruikt wordt door de geleerden om naar een oud karakter te verwijzen.

### Vormleer
Het moderne Chinees is een isolerende taal. Dat betekent dat woorden in het Chinees geen verbogen vormen kennen (alleen het woord 们 , men, dat gebruikt wordt om meervouden te maken, is als een suffix te beschouwen). Het Nederlands is een flecterende taal met achtervoegsels en werkwoorden die zich vervoegen – het Chinees heeft niets van dit al.
Er zijn redenen om aan te nemen dat het Klassiek Chinees een beperkt aantal woordvormingsprocessen gekend heeft, die toentertijd nog productief waren. De prefixen, infixen en suffixen van het Oudchinees zijn in latere stadia van het Chinees verdwenen, maar hebben invloed op de moderne tonen. Of de afixen van het Klassiek door de sprekers zelf als zodanig begrepen werden, is hoogst onzeker. Waarschijnlijk was ook het Klassiek Chinees een in hoge mate niet-flecterende taal.
Een en ander impliceert dat het Chinees doorheen de eeuwen een ontwikkeling heeft gekend van een eerder agglutinerende grammatica naar een zuiver isolerende grammatica. Het vroegste Chinees kende talloze morfemen die de betekenis van woordstammen konden wijzigen (vgl. het Nederlands, waar een enkele -t een werkwoordsvervoeging kan zijn). Het Klassiek Chinees vertoont hier duidelijke sporen van.
In de tabel worden de in het Oudchinees nog werkzame (of deels werkzame) morfologische processen uiteengezet:
| Woordstam                             | Woordstam                             | Woordstam                             | Woordstam                             | Afgeleide                             | Afgeleide                             | Afgeleide                             | Afgeleide                             |
| Teken                                 | Mandarijn                             | Oudchinees                            | Betekenis                             | Teken                                 | Mandarijn                             | Oudchinees                            | Betekenis                             |
| Verandering van articulatie in Anlaut | Verandering van articulatie in Anlaut | Verandering van articulatie in Anlaut | Verandering van articulatie in Anlaut | Verandering van articulatie in Anlaut | Verandering van articulatie in Anlaut | Verandering van articulatie in Anlaut | Verandering van articulatie in Anlaut |
| ------------------------------------- | ------------------------------------- | ------------------------------------- | ------------------------------------- | ------------------------------------- | ------------------------------------- | ------------------------------------- | ------------------------------------- |
| 見                                    | jiàn                                  | *[kens]                               | zien                                  | 見                                    | xiàn                                  | *[gens]                               | verschijnen                           |
| 囑/屬                                 | zhǔ                                   | *[tjok]                               | toewijzen                             | 屬                                    | shǔ                                   | *[djok]                               | toebehoren                            |
| Suffix *-s                            |                                       |                                       |                                       |                                       |                                       |                                       |                                       |
| Substantiveringssuffix                |                                       |                                       |                                       |                                       |                                       |                                       |                                       |
| 度                                    | duò                                   | *[lɐk]                                | meten                                 | 度                                    | dù                                    | *[lɐks]                               | maat                                  |
| 知                                    | zhī                                   | *[ʈje]                                | weten                                 | 知/智                                 | zhì                                   | *[ʈjes]                               | wijsheid                              |
| 難                                    | nán                                   | *[nɐn]                                | moeilijk                              | 難                                    | nàn                                   | *[nɐns]                               | moeilijkheid                          |
| 行                                    | xíng                                  | *[grɐŋ]                               | gaan                                  | 行                                    | xìng                                  | *[grɐŋs]                              | verhouding                            |
| Werkwoordssuffix                      |                                       |                                       |                                       |                                       |                                       |                                       |                                       |
| 王                                    | wáng                                  | *[wjɐŋ]                               | koning                                | 王                                    | wàng                                  | *[wjɐŋs]                              | heersen                               |
| 好                                    | hǎo                                   | *[xuʔ]                                | goed                                  | 好                                    | hào                                   | *[xu(ʔ)s]                             | houden van                            |
| 惡                                    | è                                     | *[ʔɐk]                                | kwaad                                 | 惡                                    | wù                                    | *[ʔɐks]                               | haten                                 |
| 雨                                    | yǔ                                    | *[w(r)jɐʔ]                            | regen                                 | 雨                                    | yù                                    | *[w(r)jɐ(ʔ)s]                         | regenen                               |
| 女                                    | nǚ                                    | *[ɳjɐʔ]                               | vrouw                                 | 女                                    | nǜ                                    | *[ɳjɐ(ʔ)s]                            | als vrouw geven (uithuwelijken)       |
| Infix *-r-                            |                                       |                                       |                                       |                                       |                                       |                                       |                                       |
| 行                                    | háng                                  | *[gɐŋ]                                | rij                                   | 行                                    | xíng                                  | *[grɐŋ]                               | gaan                                  |

Een Klassiek Chinees woord bestond in principe uit één lettergreep – in het Modern Chinees is dit niet anders. Het kwam echter voor dat woorden door processen als reduplicatie (het twee keer zeggen van een woord teneinde de betekenis te veranderen) of bijna-reduplicatie (de herhaalde vorm klinkt de tweede keer anders, bijv. zigzag, tiktak) uit meerdere lettergrepen kunnen bestaan. Dergelijke dubbelwoorden worden logischerwijs ook met twee karakters geschreven: 濯濯 zhuózhuó "glanzend", 螳螂 tángláng "Bidsprinkhaan" uit 螳 táng (sprinkhaan).
Andere meerlettergrepige woorden zijn samenkoppelingen van twee andere woorden, waarvan de losse betekenis echter niet altijd te rijmen valt met de gecombineerde. 君子 jūnzǐ bijvoorbeeld, uit 君 jūn "vorst" en 子 zǐ "kind", betekent "edelman".
Een kleine groep eenlettergrepige woorden bestaat etymologisch uit de samenvoeging van meerdere lettergrepen tot één en ondersteunt de hypothese dat in de oudste stadia van het Chinees meerlettergrepige woorden geen zeldzaamheid waren (terwijl ze in modern Chinees eigenlijk niet bestaan): 之於 zhī-yú en 之乎 zhī-hū komen samen in 諸 zhū; 也乎 yě-hū komt samen in 與 yú, of 邪, 耶 yé.
Hoewel er in het Klassiek Chinees dus wel degelijk morfemen bestonden, is het volgens de meeste wetenschappers de vraag of ze ook als zodanig gefunctioneerd hebben. In het Middelchinees waren er immers al geen morfemen meer. De "morfemen" van het Oudchinees zullen dan ook vooral relieken zijn uit de tijd dat ze nog echt productief waren.

### Zinsbouw
Over de zinsbouw van het Klassiek Chinees is meer bekend dan over de vorm- en klankleer. Zinsbouw kan immers wél volledig op basis van de karakters worden onderzocht. Er zijn geen uitvoerige en twijfelachtige reconstructies meer nodig. De zinsbouw van het Klassiek Chinees is ook in vroeger tijden al omschreven en is dus niet specifiek het terrein van modern onderzoek.
De woordvolgorde was in grote gelijken aan die van het moderne Chinees (onderwerp-werkwoord-voorwerp, dus SVO), maar vaak wordt het onderwerp verzwegen. Bijvoorbeeld: “hij eet een perzik” wordt in het modern Chinees “他吃油桃”, terwijl dit in het Klassiek Chinees “食桃” wordt. Het onderwerp wordt weggelaten in de zin en moet afgeleid worden uit de context. Het woord voor “perzik” werd in het Wenyan uitgedrukt als één karakter, opnieuw uitgaande van het principe “één karakter, één woord”.

### Woordsoorten
Chinese woorden en karakters worden ook wel biaoyiwenzi 表意文字 genoemd (letterlijk: tekens die een betekenis uitdrukken). Dit is voornamelijk toepasbaar op het modern Chinees, waar een woord vaak uit twee of meer karakters bestaat. In het Klassiek Chinees is het echter perfect mogelijk dat één karakter ook als één woord gebruikt kan worden. Een voorbeeld: zi 子 (wat ook “zoon” en “u” betekent) heeft ook de betekenis “meester”. De Chinese naam van Confucius is echter Kongfuzi 孔夫子, wat “Grote/Wijze Meester Kong” betekent.
Traditioneel onderscheidt men in het Chinees twee woordklassen: 實字 shízì "volle woorden“ en 虛字 xūzì "lege woorden". Shizi zijn de woorden met betekenis, zoals zelfstandige naamwoorden en werkwoorden. Xuzi daarentegen hebben vooral een grammaticale functie en geen echte betekenis (vergelijk in het Nederlands lidwoorden e.d.).
Het is niet zo eenvoudig, een verdere opdeling in woordsoorten te maken. In het Chinees zijn grenzen als die tussen naamwoorden en werkwoorden niet zo evident. Het karakter 死 , sǐ staat zo voor de werkwoorden "sterven" en "dood zijn", maar ook voor de zelfstandige naamwoorden "dood" en "dode". Sommige Sinologen zijn dan ook geneigd te zeggen dat het Klassiek Chinees helemaal geen woordsoorten heeft. Deze stelling wordt tegenwoordig meestal afgewezen, maar feit is dat een onderverdeling in woordsoorten naar het model van de Europese taalkunde voor het Klassiek Chinees zeer moeilijk op te stellen is.
Woorden die we kunnen interpreteren als Zelfstandige naamwoorden dienen doorgaans als onderwerp of als lijdend voorwerp van een zin, maar kunnen ook het naamwoordelijk gezegde vormen. Ook kunnen Chinese naamwoorden als werkwoord voorkomen. Het betreft dan werkwoorden met een betekenis als "zich gedragen als ...". Op dezelfde manier kunnen ze ook als bepaling voorkomen. Bijvoorbeeld: 君君, 臣臣, 父父, 子子 jūn jūn, chén chén, fù fù, zǐ zǐ "De vorst was als een vorst, de minister als een minister, de vader als een vader, de zoon als een zoon."
De belangrijkste functie van het werkwoord is die van werkwoordelijk gezegde. Het werkwoord kan vaak zonder toevoeging van andere woorden al een volledige zin uitmaken. Net als in andere talen is er ook in het Klassiek Chinees een onderscheid tussen overgankelijke en onovergankelijke werkwoorden. Onovergankelijke werkwoorden, dus die die niet samengaan met een lijdend of meewerkend voorwerp, zijn bijvoorbeeld de werkwoorden die een toestand uitdrukken. Vaak zijn deze werkwoorden vergelijkbaar met bijvoeglijke naamwoorden in Europese talen. Deze onovergankelijke werkwoorden vormen dus een bijzondere groep. Toch is het onderscheid tussen overgankelijk en onovergankelijk niet altijd makkelijk te maken: op basis van een onovergankelijk werkwoord kan eenvoudig een overgankelijk gecreëerd worden.
- 王死 wáng sǐ „de koning stierf“ (onovergankelijk) (王 wáng „koning“; 死 sǐ „sterven“)
- 王死之 wáng sǐ zhī „de koning stierf voor hem“ (overgankelijk) (之 zhī „hem“)
- 臣臣 chén chén „de onderdaan was een onderdaan" (onovergankelijk) (臣 chén „onderdaan; een onderdaan zijn“)
- 君臣之 jūn chén zhī „de vorst maakte hem tot onderdaan" (overgankelijk) (君 jūn „vorst“; 之 zhī „hem“)

Een van de belangrijkste verschillen met het modern Chinees is het gebruik van partikels in het Klassiek Chinees, zoals dit ook in het moderne Japans gedaan wordt. Deze partikels kunnen wijzen op een emotie (verbazing, verontwaardiging, ...) of op een puur grammaticale nuance in de zin. Het karakter shan 善, wat "goed" betekent, werd in het Klassiek Chinees gebruikt om te zeggen of iets goed was (kwalitatief) of om toestemming te geven. Als iemand als antwoord op een voorstel "善" als antwoord geeft, betekent dat dat hij akkoord gaat, maar verder geen emotie wenst uit te drukken. Indien hij echter "shan zai 善哉!" zegt, is dat een uitroep van enthousiasme.

## Woordenschat

### Enkele woorden die in het Klassiek Chinees werden gebruikt en in het Modern Chinees niet
- 吾 (wú) = ik, wij
- 汝 (rǔ) = jij
- 爾 (ěr) = jij
- 其 (qí) = zijn, haar, het (bezittelijk voornaamwoord)
- 曰 (yuē) = spreken
- 遣 (qiǎn) = sturen, wegzenden
- 鬻 (yù) = verkopen
- 誨 (huì) = onderwijzen
- 俄而 (é'ér) =eventjes, moment
- 譽 (yù) = beroemd
- 弗 (fú) = niet
- 憶 (yì) = denken, herinneren
- 當戶 (dāng hù) = tegenover de deur
- 點兵 (diǎnbīng) = soldaten verzamelen, leger inspecteren
- 明堂 (míng táng) = vooroudervereringsritueel van de keizer
- 天子 (tiānzǐ) = keizer

### Woorden die in Klassiek Chinees een andere betekenis hebben dan in het Modern Chinees
Deze woorden uit het wenyan zijn valse vrienden van het baihua.
- 者 (zhě) = deze, deze die
- 也 (yě) = (eindpartikel van het naamwoordelijk gezegde), (partikel van modaliteit)
- 矣 (yǐ) = al, (partikel van aspect), (partikel van modaliteit)
- 乎 (hū) = (vraagpartikel)
- 之 (zhī) = hem, haar, hen, het, (partikel van onderschikking), gaan naar
- 非 (fēi) = niet
- 冀 (jì) = hopen op
- 以 (yǐ) = met, doordat, omdat, vanwege
- 爺 (yé) = vader (respectvolle, formele term)
- 胡 (hú) = Chinese minderheden in Noord-China
- 安 (ān) = hoe, waar, pas vanaf late Han-dynastie huidige betekenis "rust", "vrede"
- 是 (shì) = dit, deze
- 好 (haò) = houden van